# Wereldkampioenschap ijshockey vrouwen 1992
Het wereldkampioenschap ijshockey vrouwen 1992 was het 2e wereldkampioenschap ijshockey voor vrouwen en werd gespeeld van 20 tot 26 april 1990 in Finland. De speellocatie was de Tampereen jäähalli in Tampere. 
Het deelnemersveld bestond uit acht landenploegen. Finland was als gastland (en Europees kampioen) automatisch geplaatst evenals de toplanden Canada en de Verenigde Staten. Vanuit het Europees kampioenschap 1991 plaatsten zich Zweden, Noorwegen, Zwitserland en Denemarken. China plaatste zich namens Azië door Japan op 1 en 3 januari 1991 in de Baqu Arena in Harbin te verslaan met 10-0 en 7-3. Wereldkampioen werd Canada met een 8-0 overwinning in de finale op de Verenigde Staten. Er was geen degradant mede omdat er nog geen B-wereldkampioenschap was. Het deelnemersveld voor het volgende wereldkampioenschap in 1994 werd gevuld op basis van invitatie (van de twee toplanden) en plaatsing (vijf ploegen uit Europa en een uit Azië). 

## Wedstrijdformule
De acht aan het toernooi deelnemende landen werden verdeeld in twee groepen van vier die een rond toernooi speelden. De nummers 1 speelden in de halve finale tegen de nummer 2 van de andere groep. De winnaars daarvan speelden de finale en de verliezers de wedstrijd om de 3e  plaats. De nummers 3 van de groepen speelden tegen de nummers 4 van de andere groep kruiswedstrijden. De winnaars daarvan speelden om de 5e plaats en de verliezers om de 7e plaats.

## Groep A

### Tabel
|    | Nationale ploeg | Gesp. | Winst | Gelijk | Verlies | Doelp. voor | Doelp. tegen | Doelp. verschil | Punten |
| -- | --------------- | ----- | ----- | ------ | ------- | ----------- | ------------ | --------------- | ------ |
| 1. | Canada          | 3     | 3     | 0      | 0       | 24          | 1            | +23             | 6      |
| 2. | Zweden          | 3     | 2     | 0      | 1       | 12          | 9            | +3              | 4      |
| 3. | China           | 3     | 1     | 0      | 2       | 7           | 16           | -9              | 2      |
| 4. | Denemarken      | 3     | 0     | 0      | 3       | 3           | 20           | -17             | 0      |

### Wedstrijden
20 april
- Canada -  China 8 – 0 (3 - 0, 4 - 0, 1 - 0)
- Zweden -  Denemarken 4 – 1 (2 - 1, 1 - 0, 1 - 0)

21 april
- China -  Zweden 2 – 6 (1 - 1, 1 - 2, 0 - 3)
- Denemarken -  Canada 0 – 10 (0 - 4, 0 - 2, 0 - 4)

23 april
- Denemarken -  China 2 – 5 (0 - 0, 1 - 2, 1 - 3)
- Canada -  Zweden 6 – 1 (2 - 0, 1 - 0, 3 - 1)

## Groep B

### Tabel
|    | Nationale ploeg  | Gesp. | Winst | Gelijk | Verlies | Doelp. voor | Doelp. tegen | Doelp. verschil | Punten |
| -- | ---------------- | ----- | ----- | ------ | ------- | ----------- | ------------ | --------------- | ------ |
| 1. | Verenigde Staten | 3     | 3     | 0      | 0       | 31          | 4            | +27             | 6      |
| 2. | Finland          | 3     | 2     | 0      | 1       | 27          | 9            | +18             | 4      |
| 3. | Noorwegen        | 3     | 1     | 0      | 2       | 8           | 21           | -13             | 2      |
| 4. | Zwitserland      | 3     | 0     | 0      | 3       | 4           | 15           | -11             | 0      |

### Wedstrijden
20 april
- Verenigde Staten -  Zwitserland 17 – 0 (6 - 0, 4 - 0, 7 - 0)
- Finland -  Noorwegen 11 – 3 (6 - 1, 2 - 2, 3 - 0)

21 april
- Noorwegen -  Verenigde Staten 1 – 9 (1 - 1, 0 - 4, 0 - 4)
- Zwitserland -  Finland 1 – 13 (0 - 2, 0 - 8, 1 - 3)

23 april
- Noorwegen -  Zwitserland 4 – 1 (1 - 0, 2 - 0, 1 - 1)
- Finland -  Verenigde Staten 3 – 5 (2 - 1, 1 - 1, 0 - 3)

## Competitie om de 5et/m 8eplaats

### Kruiswedstrijden
24 april
- China -  Zwitserland 2 – 1 (1 - 0, 0 - 0, 0 - 1, 0 - 0, 1 - 0)
- Noorwegen -  Denemarken 2 – 0 (1 - 0, 1 - 0, 0 - 0)

### Wedstrijd om de 5eplaats
26 april
- Noorwegen -  China 1 – 2 (0 - 1, 0 - 0, 1 - 1)

### Wedstrijd om de 7eplaats
26 apri
- Denemarken -  Zwitserland 4 – 3 (2 - 2, 0 - 1, 2 - 1, 1 - 0)

## Competitie om de 1et/m 4eplaats

### Halve finale
25 april
- Canada -  Finland 6 – 2 (4 - 0, 2 - 2, 0 - 0)
- Verenigde Staten -  Zweden 6 – 4 (2 - 2, 2 - 0, 2 - 2)

### Wedstrijd om de 3eplaats
26 april
- Zweden -  Finland 4 – 5 (1 - 1, 1 - 2, 2 - 1, 0 - 0, 0 - 1)

### Finale
26 april
- Canada -  Verenigde Staten	8 – 0 (3 - 0, 2 - 0, 3 - 0)

## Eindstand
| Plaats | Landenploeg      |
| ------ | ---------------- |
| Goud   | Canada           |
| Zilver | Verenigde Staten |
| Brons  | Finland          |
| 4.     | Zweden           |
| 5.     | China            |
| 6.     | Noorwegen        |
| 7.     | Denemarken       |
| 8.     | Zwitserland      |